# 523 هـ
523 هـ هي سنة في التقويم الهجري امتدت مقابلةً في التقويم الميلادي بين سنتي 1129 و1129.

## مواليد
- عبد الرحمن بن السكري

## وفيات
- عتيق بن محمد الصقلي